# Persone di cognome Zhao
| Questa pagina contiene informazioni ricavate automaticamente dalle voci biografiche con l'ausilio del template Bio e di un bot. L'aggiornamento è periodico e automatico e ricostruisce completamente la pagina. Se manca una persona in questa lista, sei pregato di non aggiungerla, ma accertati piuttosto che la sua voce biografica contenga il template Bio e che i dati anagrafici siano correttamente compilati. Se il template Bio manca, inseriscilo tu stesso o, in alternativa, metti l'avviso {{tmp\|Bio}} che ne segnala la mancanza. Se i dati riportati sono sbagliati, correggi direttamente la voce biografica; le modifiche saranno visibili in questa lista entro pochi giorni. Per chiarimenti vedi il progetto biografie. La lista contiene solo le 43 persone che sono citate nell'enciclopedia e per le quali è stato implementato correttamente il template Bio. Pagina aggiornata al 3 nov 2022. |

Questa è una lista di persone presenti nell'enciclopedia che hanno il cognome Zhao, suddivise per attività principale.

## Allenatori di calcio(2)
- Zhao Faqing, allenatore di calcio e ex calciatore cinese (Dalian, n.1964)
- Zhao Junzhe, allenatore di calcio e ex calciatore cinese (Shenyang, n.1979)

## Attori(5)
- Zhao Dan, attore e regista cinese (Nantong, n.1915 - Pechino, † 1980)
- Zhao Lirong, attrice e cantante cinese (Tientsin, n.1928 - Pechino, † 2000)
- Zhao Tao, attrice cinese (Taiyuan, n.1977)
- Zhao Wei, attrice, cantante e regista cinese (Wuhu, n.1976)
- Zhao Ziyue, attore cinese (Contea di Gu, n.1909 - † 1997)

## Calciatori(4)
- Zhao Changhong, ex calciatore cinese (Dalian, n.1972)
- Zhao Dayu, calciatore e allenatore di calcio cinese (Canton, n.1961 - Canton, † 2015)
- Zhao Peng, ex calciatore cinese (Bengbu, n.1983)
- Zhao Xuri, calciatore cinese (Dalian, n.1985)

## Cantanti(1)
- Joyce Zhao, cantante, attrice e conduttrice televisiva taiwanese (Taiwan, n.1981)

## Cestisti(6)
- Zhao Jiwei, cestista cinese (Liaoning, n.1995)
- Zhao Rui, cestista cinese (n.1996)
- Zhao Shuang, cestista cinese (Heilongjiang, n.1990)
- Zhao Tailong, cestista cinese (Jilin, n.1990)
- Zhao Wei, ex cestista cinese (n.1963)
- Zhao Zhifang, cestista cinese (n.1994)

## Giavellottisti(1)
- Zhao Qinggang, giavellottista cinese (n.1985)

## Giocatori di badminton(2)
- Frederick Zhao, giocatore di badminton australiano (n.2005)
- Zhao Yunlei, giocatrice di badminton cinese (Hubei, n.1986)

## Giocatori di calcio a 5(2)
- Zhao Lin, ex giocatore di calcio a 5 cinese (n.1966)
- Zhao Shigang, ex giocatore di calcio a 5 cinese (n.1962)

## Giocatori di snooker(1)
- Zhao Xintong, giocatore di snooker cinese (Xi'an, n.1997)

## Judoka(1)
- Junxia Yang, judoka cinese (Binzhou, n.1989)

## Mezzofondisti(1)
- Zhao Fengting, mezzofondista cinese

## Militari(3)
- Zhao Kuo, militare cinese († 260 a.C.)
- Zhao She, militare e politico cinese (Zhao)
- Zhao Yun, militare cinese (n.168 - † 229)

## Nuotatori(1)
- Zhao Jing, nuotatrice cinese (Wuhan, n.1990)

## Pallavolisti(1)
- Zhao Ruirui, ex pallavolista cinese (Nanchino, n.1981)

## Pattinatori artistici su ghiaccio(1)
- Zhao Hongbo, ex pattinatore artistico su ghiaccio cinese (n.1973)

## Pittori(1)
- Zhao Mengfu, pittore cinese (n.1254 - † 1322)

## Politici(1)
- Zhao Ziyang, politico cinese (Hua, n.1919 - Pechino, † 2005)

## Registi(3)
- Zhao Liang, regista e fotografo cinese (Liaoning, n.1971)
- Zhao Ming, regista cinese (Yangzhou, n.1915 - † 1999)
- Chloé Zhao, regista, sceneggiatrice e produttrice cinematografica cinese (Pechino, n.1982)

## Scacchisti(2)
- Zhao Jun, scacchista cinese (Jinan, n.1986)
- Zhao Xue, scacchista cinese (Jinan, n.1985)

## Scrittori(1)
- Zhao Rugua, scrittore cinese (n.1170 - † 1231)

## Taekwondoka(1)
- Zhao Shuai, taekwondoka cinese (Shenyang, n.1995)

## Tennisti(1)
- Carol Zhao, tennista cinese (Chongqing, n.1995)

## Wrestler(1)
- Xia Li, wrestler cinese (Chongqing, n.1988)